# Escalade aux Jeux olympiques d'été de 2020 – Combiné femmes
Navigation
Paris 2024
L'épreuve de combiné féminin aux Jeux olympiques d'été de 2020 se déroule les 4 et 6 août 2021 (qualifications et finale).

## Format de compétition

### Qualifications
Les 20 compétitrices effectuent un premier combiné de qualification à l'issue duquel les 8 premiers sont retenus pour disputer le combiné final. 
Un combiné se compose d'une épreuve de vitesse, de bloc et de difficulté. La vitesse est un parcours vertical, identique quel que soit la compétition. Il est disputé à deux reprises, seul le meilleur temps est retenu. Le bloc est une épreuve de difficultés techniques, où les athlètes ont un nombre d'essais limité seulement par un chronomètre tournant en permanence. Il y a quatre parcours de blocs. Enfin, la difficulté est une épreuve où, sur un long parcours, les athlètes disposent d'un seul essai pour atteindre le plus de prises possibles. Le parcours est chronométré et limité à 6 minutes mais le chronomètre n'est autrement utilisé que pour départager les athlètes à égalité.

### Finale
Les 8 qualifiées disputent un nouveau combiné où le principal changement se situe au niveau de la vitesse. Au lieu de deux séries de contre-la-montre, les 8 sont appareillées dans un tableau sur 3 tours, avec matchs de classement. En bloc, on dispute 3 blocs. En difficulté, le format de compétition est le même.

## Classement
Après chacune des trois épreuves, les athlètes sont classés dans l'ordre de leur performance et obtiennent un nombre de points correspondant exactement à leur classement dans chaque épreuve : 1 point pour une 1re place, 2 points pour une 2e place, et ainsi de suite. On obtient le total des points en multipliant ces trois scores. Par exemple, un athlète finissant 2e en vitesse, 8e en bloc et 15e en difficulté reçoit un total de 2x8x15 = 240 points. Le vainqueur est la grimpeuse ayant obtenu le moins de points.

## Lecture des notations
En vitesse, le temps en secondes réalisé pour effectuer le parcours est annoté. Seul le meilleur des deux passages est retenu. 
En bloc, les compétiteurs visent le Top (le "haut", la prise finale du parcours) mais il est possible de marquer des points en atteignant la Zone (une prise intermédiaire). Les scores de chaque parcours sont annotés de la façon suivante : Txzy où T désigne le Top, x le nombre de tentatives pour atteindre le Top, z désigne la Zone et y le nombre de tentatives pour atteindre la Zone. T et x ne sont pas annotés si le Top n'a pas été atteint, rien n'est annoté si la Zone n'est pas atteinte. Dans la colonne Total, on annote xTyz a b où xT désigne le nombre de Tops atteints, yz le nombre de Zones atteintes, a le nombre de tentatives total pour atteindre les Tops et b le nombre de tentatives total pour atteindre les Zones. Pour être annotés, Tops et Zones doivent être tenus, c'est-à-dire que l'athlète doit se montrer capable de se maintenir sur la prise sans tomber immédiatement. 
En difficulté, on note la hauteur atteinte par le numéro de la prise où l'athlète s'est élevé. Un signe + signifie que l'athlète a tenté un mouvement vers la prise suivante. Ce mouvement apporte une plus-value à la prise : un 35+ est donc supérieur à un 35 par exemple.

## Qualifications
| R  | Grimpeuse                 | Vitesse | Vitesse | Vitesse | Bloc | Bloc | Bloc | Bloc | Bloc      | Bloc | Difficulté | Difficulté | Difficulté | Total | Note |
| R  | Grimpeuse                 | A       | B       | PC      | 1    | 2    | 3    | 4    | Résultats | PC   | PA         | Tps        | PC         | Total | Note |
| -- | ------------------------- | ------- | ------- | ------- | ---- | ---- | ---- | ---- | --------- | ---- | ---------- | ---------- | ---------- | ----- | ---- |
| 1  | Janja Garnbret (SLO)      | 9,44    | 10,32   | 14      | T1z1 | T1z1 | T1z1 | T1z1 | 4T4z 4 4  | 1    | 30         |            | 4          | 56    | Q    |
| 2  | Seo Chae-hyun (KOR)       | 10,01   | 11,74   | 17      | T3z1 | T2z2 | z1   | z1   | 2T4z 5 5  | 5    | 40+        |            | 1          | 85    | Q    |
| 3  | Miho Nonaka (JPN)         | 7,55    | 7,74    | 4       | T2z1 | z1   | z1   | -    | 1T3z 2 3  | 8    | 30+        |            | 3          | 96    | Q    |
| 4  | Akiyo Noguchi (JPN)       | 8,27    | 8,23    | 9       | T2z1 | z1   | T2z1 | T1z1 | 3T4z 5 4  | 3    | 27+        |            | 6          | 162   | Q    |
| 5  | Brooke Raboutou (USA)     | 8,67    | 8,81    | 12      | T2z1 | T1z1 | z1   | T1z1 | 3T4z 4 4  | 2    | 26+        | 3 min 40   | 8          | 192   | Q    |
| 6  | Jessica Pilz (AUT)        | 8,51    | 8,63    | 11      | T3z1 | z3   | z1   | -    | 1T3z 3 5  | 9    | 33+        |            | 2          | 198   | Q    |
| 7  | Aleksandra Mirosław (POL) | 6,97    | 7,01    | 1       | -    | -    | -    | -    | 0T0z 0 0  | 20   | 12         |            | 19         | 380   | Q    |
| 8  | Anouck Jaubert (FRA)      | 7,12    | 7,29    | 2       | T4z1 | -    | -    | -    | 1T1z 4 1  | 13   | 16+        | 2 min 14   | 15         | 390   | Q    |
| 9  | Viktoria Mechkova (ROC)   | 9,54    | 9,73    | 15      | T6z1 | T2z2 | z1   | z1   | 2T4z 8 5  | 6    | 29+        |            | 5          | 450   |      |
| 10 | Shauna Coxsey (GBR)       | 9,65    | 10,07   | 16      | T2z1 | T1z1 | z1   | z1   | 2T4z 3 4  | 4    | 21+        | 2 min 23   | 13         | 832   |      |
| 11 | Kyra Condie (USA)         | 8,12    | 8,08    | 7       | T4z1 | -    | z1   | z3   | 1T3z 4 5  | 11   | 22+        |            | 11         | 847   |      |
| 12 | Song Yiling (CHN)         | 8,74    | 7,46    | 3       | z5   | -    | -    | -    | 0T1z 0 5  | 19   | 13+        |            | 18         | 1 026 |      |
| 13 | Julia Chanourdie (FRA)    | 8,43    | 8,17    | 8       | z1   | z7   | z1   | -    | 0T3z 0 9  | 15   | 25+        |            | 9          | 1 080 |      |
| 14 | Alannah Yip (CAN)         | 8,17    | 7,99    | 6       | z1   | -    | z1   | -    | 0T2z 0 2  | 16   | 21+        | 2 min 14   | 12         | 1 152 |      |
| 15 | Laura Rogora (ITA)        | 10,50   | Chute   | 19      | z1   | z2   | T1z1 | z1   | 1T4z 1 5  | 7    | 25         |            | 10         | 1 330 |      |
| 16 | Petra Klingler (SUI)      | 8,42    | 8,67    | 10      | T3z1 | z3   | z4   | -    | 1T3z 3 8  | 10   | 16+        | 1 min 49   | 14         | 1400  |      |
| 17 | Iuliia Kaplina (ROC)      | 7,65    | Chute   | 5       | z2   | -    | -    | -    | 0T1z 0 2  | 18   | 14+        |            | 17         | 1 530 |      |
| 18 | Mia Krampl (SLO)          | 10,44   | 10,43   | 18      | z1   | z1   | z1   | z2   | 0T4z 0 5  | 14   | 26+        | 3 min 16   | 7          | 1 764 |      |
| 19 | Oceania Mackenzie (AUS)   | 8,83    | 9,38    | 13      | T3z1 | -    | z1   | -    | 1T2z 3 2  | 12   | 15+        |            | 16         | 2 496 |      |
| 20 | Erin Sterkenburg (RSA)    | Chute   | 11,10   | 20      | z1   | -    | -    | -    | 0T1z 0 1  | 17   | 7+         |            | 20         | 6 800 |      |

## Finale
| R                                   | Grimpeuse           | Vitesse | Bloc | Bloc | Bloc | Bloc      | Bloc | Difficulté | Difficulté | Difficulté | Total |
| R                                   | Grimpeuse           | PC      | 1    | 2    | 3    | Résultats | PC   | PA         | Tps        | PC         | Total |
| ----------------------------------- | ------------------- | ------- | ---- | ---- | ---- | --------- | ---- | ---------- | ---------- | ---------- | ----- |
| Médaille d'or, Jeux olympiques      | Janja Garnbret      | 5       | T4z1 | T1z1 | z1   | 2T3z 5 3  | 1    | 37+        |            | 1          | 5     |
| Médaille d'argent, Jeux olympiques  | Miho Nonaka         | 3       | -    | z4   | z1   | 0T2z 0 5  | 3    | 21         |            | 5          | 45    |
| Médaille de bronze, Jeux olympiques | Akiyo Noguchi       | 4       | z5   | z2   | -    | 0T2z 0 7  | 4    | 29+        |            | 4          | 64    |
| 4                                   | Aleksandra Mirosław | 1       | -    | -    | -    | 0T0z 0 0  | 8    | 9+         |            | 8          | 64    |
| 5                                   | Brooke Raboutou     | 7       | z5   | z3   | z2   | 0T3z 0 10 | 2    | 20+        |            | 6          | 84    |
| 6                                   | Anouck Jaubert      | 2       | z2   | -    | -    | 0T1z 0 2  | 6    | 13+        |            | 7          | 84    |
| 7                                   | Jessica Pilz        | 6       | z7   | z3   | -    | 0T2z 0 10 | 5    | 34+        |            | 3          | 90    |
| 8                                   | Seo Chae-hyun       | 8       | -    | -    | -    | 0T0z 0 0  | 7    | 35+        |            | 2          | 112   |

### Tableaux de vitesse

#### Tableau principal
|  | Quarts de finale          | Quarts de finale          | Quarts de finale     | Quarts de finale     |                           |                           | Demi-finales | Demi-finales | Demi-finales                  | Demi-finales                  |                               |                               | Finale | Finale | Finale | Finale |
|  |                           |                           |                      |                      |                           |                           |              |              |                               |                               |                               |                               |        |        |        |        |
|  |                           |                           |                      |                      |                           |                           |              |              |                               |                               |                               |                               |        |        |        |        |
|  |                           |                           |                      |                      |                           |                           |              |              |                               |                               |                               |                               |        |        |        |        |
|  | Aleksandra Mirosław (POL) | Aleksandra Mirosław (POL) | 7,49                 | 7,49                 |                           |                           |              |              |                               |                               |                               |                               |        |        |        |        |
|  | Aleksandra Mirosław (POL) | Aleksandra Mirosław (POL) | 7,49                 | 7,49                 |                           |                           |              |              |                               |                               |                               |                               |        |        |        |        |
|  | Seo Chae-hyun (KOR)       | Seo Chae-hyun (KOR)       | 10,69                | 10,69                |                           |                           |              |              |                               |                               |                               |                               |        |        |        |        |
|  | Seo Chae-hyun (KOR)       | Seo Chae-hyun (KOR)       | 10,69                | 10,69                | Aleksandra Mirosław (POL) | Aleksandra Mirosław (POL) | 7,03         | 7,03         |                               |                               |                               |                               |        |        |        |        |
|  |                           |                           |                      |                      | Aleksandra Mirosław (POL) | Aleksandra Mirosław (POL) | 7,03         | 7,03         |                               |                               |                               |                               |        |        |        |        |
|  |                           |                           | Akiyo Noguchi (JPN)  | Akiyo Noguchi (JPN)  | Chute                     | Chute                     |              |              |                               |                               |                               |                               |        |        |        |        |
|  | Jessica Pilz (AUT)        | Jessica Pilz (AUT)        | Akiyo Noguchi (JPN)  | Akiyo Noguchi (JPN)  | Chute                     | Chute                     | 8,89         | 8,89         |                               |                               |                               |                               |        |        |        |        |
|  | Jessica Pilz (AUT)        | Jessica Pilz (AUT)        |                      |                      |                           |                           |              | 8,89         |                               |                               |                               |                               |        |        |        |        |
|  | Akiyo Noguchi (JPN)       | Akiyo Noguchi (JPN)       | 8,55                 | 8,55                 |                           |                           |              |              |                               |                               |                               |                               |        |        |        |        |
|  | Akiyo Noguchi (JPN)       | Akiyo Noguchi (JPN)       | 8,55                 | 8,55                 | Aleksandra Mirosław (POL) | Aleksandra Mirosław (POL) | 6,84         | 6,84         |                               |                               |                               |                               |        |        |        |        |
|  |                           |                           |                      |                      | Aleksandra Mirosław (POL) | Aleksandra Mirosław (POL) | 6,84         | 6,84         |                               |                               |                               |                               |        |        |        |        |
|  |                           |                           | Anouck Jaubert (FRA) | Anouck Jaubert (FRA) | 8,84                      | 8,84                      |              |              |                               |                               |                               |                               |        |        |        |        |
|  | Miho Nonaka (JPN)         | Miho Nonaka (JPN)         | Anouck Jaubert (FRA) | Anouck Jaubert (FRA) | 8,84                      | 8,84                      | 8,19         | 8,19         |                               |                               |                               |                               |        |        |        |        |
|  | Miho Nonaka (JPN)         | Miho Nonaka (JPN)         |                      |                      |                           |                           |              |              |                               |                               |                               |                               |        |        |        |        |
|  | Brooke Raboutou (USA)     | Brooke Raboutou (USA)     | Chute                | Chute                |                           |                           |              |              |                               |                               |                               |                               |        |        |        |        |
|  | Brooke Raboutou (USA)     | Brooke Raboutou (USA)     | Chute                | Chute                | Miho Nonaka (JPN)         | Miho Nonaka (JPN)         | 7,76         | 7,76         | Match pour la troisième place | Match pour la troisième place | Match pour la troisième place | Match pour la troisième place |        |        |        |        |
|  |                           |                           |                      |                      | Miho Nonaka (JPN)         | Miho Nonaka (JPN)         | 7,76         | 7,76         | Match pour la troisième place | Match pour la troisième place | Match pour la troisième place | Match pour la troisième place |        |        |        |        |
|  |                           |                           | Anouck Jaubert (FRA) | Anouck Jaubert (FRA) | 7,51                      | 7,51                      |              |              |                               |                               |                               |                               |        |        |        |        |
|  | Janja Garnbret (SLO)      | Janja Garnbret (SLO)      | Anouck Jaubert (FRA) | Anouck Jaubert (FRA) | 7,51                      | 7,51                      | 8,49         | 8,49         |                               |                               |                               |                               |        |        |        |        |
|  | Janja Garnbret (SLO)      | Janja Garnbret (SLO)      |                      |                      |                           |                           |              | 8,49         |                               |                               | Akiyo Noguchi (JPN)           | Akiyo Noguchi (JPN)           | 8,42   | 8,42   |        |        |
|  | Anouck Jaubert (FRA)      | Anouck Jaubert (FRA)      | 7,40                 | 7,40                 |                           |                           |              |              |                               |                               | Akiyo Noguchi (JPN)           | Akiyo Noguchi (JPN)           | 8,42   | 8,42   |        |        |
|  | Anouck Jaubert (FRA)      | Anouck Jaubert (FRA)      | 7,40                 | 7,40                 | Miho Nonaka (JPN)         | Miho Nonaka (JPN)         | 7,99         | 7,99         |                               |                               |                               |                               |        |        |        |        |
|  |                           |                           |                      |                      |                           |                           |              |              |                               |                               |                               |                               |        |        |        |        |

#### Tableau de classement
|  | Match de classement 5-8 | Match de classement 5-8 | Match de classement 5-8 | Match de classement 5-8 |                        |                    | Match pour le 5e place | Match pour le 5e place | Match pour le 5e place | Match pour le 5e place |
|  |                         |                         |                         |                         |                        |                    |                        |                        |                        |                        |
|  |                         |                         |                         |                         |                        |                    |                        |                        |                        |                        |
|  | Seo Chae-hyun (KOR)     | Seo Chae-hyun (KOR)     | 12,85                   | 12,85                   |                        |                    |                        |                        |                        |                        |
|  | Seo Chae-hyun (KOR)     | Seo Chae-hyun (KOR)     | 12,85                   | 12,85                   |                        |                    |                        |                        |                        |                        |
|  | Jessica Pilz (AUT)      | Jessica Pilz (AUT)      | 8,77                    | 8,77                    |                        |                    |                        |                        |                        |                        |
|  | Jessica Pilz (AUT)      | Jessica Pilz (AUT)      | 8,77                    | 8,77                    | Jessica Pilz (AUT)     | Jessica Pilz (AUT) | 8,43                   | 8,43                   |                        |                        |
|  |                         |                         |                         |                         | Jessica Pilz (AUT)     | Jessica Pilz (AUT) | 8,43                   | 8,43                   |                        |                        |
|  |                         |                         | Janja Garnbret (SLO)    | Janja Garnbret (SLO)    | 7,81                   | 7,81               |                        |                        |                        |                        |
|  | Brooke Raboutou (USA)   | Brooke Raboutou (USA)   | Janja Garnbret (SLO)    | Janja Garnbret (SLO)    | 7,81                   | 7,81               | 8,77                   | 8,77                   |                        |                        |
|  | Brooke Raboutou (USA)   | Brooke Raboutou (USA)   |                         |                         |                        |                    |                        | 8,77                   |                        |                        |
|  | Janja Garnbret (SLO)    | Janja Garnbret (SLO)    | 8,67                    | 8,67                    |                        |                    |                        |                        |                        |                        |
|  | Janja Garnbret (SLO)    | Janja Garnbret (SLO)    | 8,67                    | 8,67                    | Match pour le 7e place |                    |                        |                        |                        |                        |
|  |                         |                         |                         |                         |                        |                    |                        |                        |                        |                        |
|  |                         |                         |                         |                         |                        |                    |                        |                        |                        |                        |
|  | Seo Chae-hyun (KOR)     | Seo Chae-hyun (KOR)     | 9,85                    | 9,85                    |                        |                    |                        |                        |                        |                        |
|  | Seo Chae-hyun (KOR)     | Seo Chae-hyun (KOR)     | 9,85                    | 9,85                    |                        |                    |                        |                        |                        |                        |
|  | Brooke Raboutou (USA)   | Brooke Raboutou (USA)   | 9,06                    | 9,06                    |                        |                    |                        |                        |                        |                        |
|  | Brooke Raboutou (USA)   | Brooke Raboutou (USA)   | 9,06                    | 9,06                    |                        |                    |                        |                        |                        |                        |